# 仮面ライダー THE FIRST
『仮面ライダー THE FIRST』（かめんライダー ザ ファースト）は、2005年11月5日に公開された仮面ライダーシリーズの映画作品。キャッチコピーは「継ぐのは、魂」、「時を経て遂に現れた、これが『原点（オリジナル）』だ!」。

## 概要
現代を舞台に1971年に放送されたテレビシリーズ『仮面ライダー』と、石森章太郎の原作漫画を参照しながら描かれる新たな物語となっている。テレビシリーズ第1作と同様、仮面ライダー1号こと本郷猛と仮面ライダー2号こと一文字隼人が主人公として活躍する映画作品ではあるが、従来のテレビシリーズの純粋なリメイクや番外編ではなく、石森章太郎が1作目放送当時に執筆した漫画版を企画の出発点としたもので、プロデューサーの白倉も「オマージュやリメイクではなく、原点を定め、スタートを改めて切る原点回帰」と語っており、「THE FIRST」というタイトルも新たに漫画版を映像化した1ページ目を作り上げるという意志を表したものとなっている。
例えば、
- 仮面ライダーは「変身!」と叫ばず、素顔の上に仮面を自分の意思で装着して「変身」する。
- 一文字は本郷を襲う刺客として送り込まれる[1]。
- コブラをモチーフとする男性怪人とヘビをモチーフとする女性怪人がおり、二人はショッカーのメンバーになる前から恋人同士で本名はそれぞれ「晴彦」と「美代子」。

などの要素はいずれも漫画版に由来するものである。しかしまた一方では、
- 「レッツゴー!! ライダーキック」が流れるオープニング
- 死神博士（を思わせる人物[注釈 1]）の登場
- テレビシリーズの変身ポーズをアレンジしたファイティングポーズ
- 試験管を砕いたり、トラックに轢かれそうになった少女を救うも、圧迫によって呼吸困難になるなど、端的に本郷の力を表した描写[1]

など、換骨奪胎を図ってテレビシリーズ第1作に準じた演出や設定も多く、リメイク的要素も含まれている。
仮面ライダーをはじめとしたキャラクターデザインや設定などは、テレビシリーズ第1作と漫画版をベースに現代風アレンジが加えられている。監督はテレビシリーズ第1作で助監督として携わった長石多可男が担当した。単なる子供向けのヒーローものではなく、恋愛ドラマ的要素も盛り込まれているが、これに関してプロデューサーである白倉伸一郎は「仮面ライダーで冬ソナをやる」という発言をはじめ、原作で放置されていた、本郷猛と緑川ルリ子のエピソードを補完したかったと語っている。
劇場では単独公開された初の仮面ライダー映画であるが、東映系列の主要映画館では配給されず、公開初日に上映した劇場は20館のみであった。
製作委員会も他の仮面ライダー映画とは異なり、東映グループ4社で構成されている。
立花藤兵衛役は、『仮面ライダーV3』で風見志郎を演じた宮内洋が務めた。
また、冒頭シーンには石橋蓮司と本田博太郎が出演している。両者とも後の平成仮面ライダーシリーズにおいて別役でレギュラー出演しており、特に本田は本作品へ出演したことが翌年の『仮面ライダーカブト』への出演に繋がった。
主題歌はDA PUMPが担当し、ボーカルのISSAは劇中でもショッカー幹部役として出演している（本名の「辺土名一茶」名義）。
2006年4月30日放送の『仮面ライダーカブト』第14話には、本作品で本郷猛を演じた黄川田将也がワンシーンのみゲスト出演した。衣装やバイクなどは本作品の本郷そのものであるが、クレジットは「特別出演」となっている。
2007年10月27日には、続編にあたる『仮面ライダー THE NEXT』が公開された。

## あらすじ
水の結晶を研究する大学院生の本郷猛は取材を通じて知り合った雑誌記者緑川あすかと惹かれ合っていた。だが、あすかには同僚で将来を誓い合った矢野克彦という婚約者がいた。
ある日、帰宅途中で本郷は謎の集団に襲われる。社会の裏に暗躍する、謎の秘密組織ショッカー。彼らは本郷の才能に目をつけ、組織の一員とするべく拉致し、改造手術を施す。一方、あすかは襲撃事件の現場でたびたび目撃される怪人の影を追っていた。
寒い冬の日、怪人の目撃者を尾行していたあすかと矢野は殺人事件に遭遇する。それはショッカーの改造人間スパイダーの手によるものだった。スパイダーの攻撃で気を失うあすか。そして、矢野の前に現れたのは洗脳され改造人間“ホッパー”となり果てた本郷猛であった。スパイダーの指示で矢野をその手にかけようとした本郷は、降り出した雪を見たことで自我を取り戻す。矢野にとどめを刺そうとしていたスパイダーを攻撃した本郷は“裏切り者”の烙印を押される。矢野を介抱しようとした本郷は、その現場を目を覚ましたあすかに目撃される。
矢野が亡くなったことを知り、自らの体がもはや普通でないことを思い知らされた本郷は人知れず苦悩するが、本郷を婚約者の仇と思うあすかは厳しく叱責する。真実を語ることの出来ない本郷に出来ることは、目撃者としてショッカーに狙われるあすかを影から見守ることだけだった。
そんな2人の前に、死んだ矢野に瓜二つの謎の男一文字隼人が現れる。男の正体は本郷抹殺のためにショッカーが送り込んだ“刺客”であり、第2のホッパーであった。本郷と一文字は激しい戦いを繰り広げる。だが、一文字は抹殺のため近付いたあすかに本郷の影を見たことで、激しい嫉妬と執着を抱くようになる。本来なら定期的な施術（インジェクション）を受けなければ死に至るはずの本郷が健在であることに焦りを感じたショッカーの幹部たちは、一文字の出した「本郷猛抹殺の報酬としてあすかを自分のものにする」という条件を受け入れる。
一方、海沿いの病院で入院生活を送る三田村晴彦は見舞いに訪れる人もなく、孤独のうちに死を迎えることに恐怖しながら殻に閉じこもり、自ら命を絶とうとするなど、精神的に追い詰められていた。そんな彼の枕元に人知れず花を飾る者がいた。それは病院のボランティアを名乗る少女原田美代子だった。明るく天真爛漫に振る舞う美代子に苛立ちを隠さない晴彦。
だが、病院を抜け出しても他に行く場所がない“絶望”を救われたことで、晴彦は美代子に自らの抱える不安を打ち明ける。美代子に誘い出された晴彦は、“恋人同士”のような束の間の楽しい一時を過ごすが、そのさなかに美代子は意識を失い病院に搬送される。美代子は晴彦よりも重い病を抱え、死を間近にした患者の一人だった……。
2人の仮面ライダー、そして2組の運命が激しく交錯する。

## 登場人物
本郷 猛（） / 仮面ライダー1号
城南大学大学院で、水の結晶の研究を行っている青年。研究を取材に来た雑誌記者の緑川あすかに美しさに惹かれ、ほのかな恋心を抱く。類いまれな頭脳を持つゆえにショッカーによって改造手術を施され、頭脳オペレーションによる洗脳で自我を奪われた改造人間ホッパーとなるが、雪の結晶を見たことをきっかけに自我と記憶を取り戻し、ショッカーと決別する。そして自らの力に悩みつつも、“美しいもの＝命”を守るために戦うことを決意する。
ホッパーの特徴はバッタ由来の身軽さとそれを支える強靭な肉体であり、走行中のトラックを片手で止められるほどの怪力を持つ。
戦い方は、相手の攻撃を受け流しながら隙を突いて強烈な一撃を叩き込むカウンター型であり、一文字との初戦では彼の猛攻に押されながらもなんとか受け切り、逆に深手を負わせることに成功している。
他の改造人間たちには等しく起こっている発作的な拒絶反応（リジェクション）が彼にだけは起きておらず、改造人間として初めての成功例と呼ばれる。

一文字 隼人（） / 仮面ライダー2号
ショッカーに反旗を翻した本郷を抹殺するためにショッカーによって送り込まれた刺客。ホッパーへと改造される前の経歴は不明であるが、緑川あすかの婚約者、矢野克彦に瓜二つな容姿をしている。劇中においてたびたび「あすかは俺のもの」と呼んではばからないなど、粗暴な言動で軟派な遊び人だが、内に秘めた想いは誰よりも熱い男。頭脳オペレーションによる洗脳を受けておらず、ショッカーの命令には自分の意思で従っている。組織への忠誠ではなく、任務では報酬の先払いを要求するなど、自分の欲望を優先させることもあった。本郷に負けず劣らずのバイクの腕を持つ。
ホッパーの身軽さと怪力を活かした流れるような連続攻撃や、立体的な動きで相手を翻弄する戦法を得意としており、本郷より幾分か戦い慣れしていることがうかがえる。
日を増すごとに拒絶反応が起こる間隔が短くなっており、物語終盤にはそれが原因で隙を作ることも多くなっていく。

緑川 あすか（）
週刊ABBAの女性記者。水の結晶の研究を取材する中で本郷と知り合っていた。同僚の矢野克彦とは婚約者の間柄で、結婚を間近に控えていた。世間を騒がす“怪人”の取材中に克彦をショッカーに殺され、それを本郷の仕業だと誤解し、彼に憎しみを抱く。後にその誤解は解けるが、克彦と瓜二つである一文字も現れ、三角関係となってしまう。
怪人について探っていたことなどからたびたびショッカーに襲われ、後には改造実験体としてショッカーに拉致されてしまう。

矢野 克彦（）
週刊ABBAの記者で、緑川あすかの婚約者。性格は温厚で人当たりもよいが小心者であり、瓜二つの風貌の一文字とは正反対である。連続行方不明事件の痕跡を追う中、スパイダーによって殺される。

立花 藤兵衛（）
本郷行きつけのバイクショップ「立花レーシング」の経営者。本郷の身辺に何か変化があったことを見抜き、彼の腕を見込んでサイクロン1号を託す。

三田村 晴彦（）
緑山総合病院に長期入院している少年。誰一人として自分の見舞いに来ないことから自暴自棄になり、自殺を図るまでに追い込まれていたが、美代子との出会いによって生きる意味を見出し、彼女とともに過ごすことを決意する。

原田 美代子（）
晴彦の前に突然現れた、天真爛漫な少女。ボランティアと称して晴彦を外の世界に連れ出し、彼に生きる希望を与えるが、実は自分の方が晴彦以上の重い病に冒されていた。

## ショッカー
「Sacred Hegemony Of Cycle Kindred Evolutional Realm」（直訳: 同種の血統による全体の、神聖なる支配権）、称して「SHOCKER」。人類と経済を裏から支配しようとする秘密結社。改造人間を製造する技術を有し、優秀な人間を選定・拉致して改造人間にすることで、要人の暗殺や拉致、企業が行う最新研究や開発活動の妨害などを実行する。改造人間の候補として選ばれた人間に「おめでとう」と言いながら赤いバラの花束を贈るなど、改造人間になることを名誉と考えていることを窺わせる。

### ショッカー幹部
ショッカーの最上位に立つと思われる政界・財界のトップクラスの者たち。日本国内のとある孤島に存在する基地を管理運営する以下の3人で構成されており、巨大なモニターから改造人間たちに指示を与えるが、いずれもその正体や名前、国籍などの素性、改造人間であるのかは一切不明である。
- チャイナドレスを着た、実社会ではIT産業のトップに君臨する妖艶な若い女[6]
- ストリートなファッションに身を包んだ現代風の若い男[6]
- 死神を思わせる衣装を着用した老紳士[6]

### ショッカー改造人間
首領や幹部の命令で動く怪人。本郷たちと同じく元は常人であり、スパイダーや『THE NEXT』のシザーズジャガーのように、改造後も普段は社会に溶け込んで生活している者もいるが、作戦を遂行する際には仮面（マスク）を着用することにより、正体と感情を隠すことが義務付けられている。ライダーキックなどの強い衝撃を受けると破壊されて爆発することから、体内には生物的な改造だけではなく、機械的な部品などが使用された強化が図られていると思われる。リジェクションの発生を抑えるため、ショッカー施設において一定期間内の血液交換を必要とする。本記事では便宜上、“ライダー”と“怪人”と表記しているが、裏切る前のライダーもショッカーのバッタ怪人“ホッパー”であった。
- 登場する改造人間たちは、スネークを除いていずれも旧作『仮面ライダー』や漫画版に登場した怪人たちへのリスペクトやオマージュも込められ、同じショッカーに改造された仮面ライダーとのイメージの統一を図るため、「マスクを被り、スーツを着込んだ姿」という仮面ライダーと同一のデザインコンセプトを元に作られている[2]。原典におけるショッカーベルトに替わる共通項として、1号以外にはショッカーエンブレムをコスチュームに背負わせている[9]。

ホッパー1号（仮面ライダー1号）、ホッパー2号（仮面ライダー2号）
ホッパー1号は本郷猛が、ホッパー2号は一文字隼人がそれぞれ変身する、バッタの能力を持った改造人間。
昭和での仮面ライダー1号と2号は「技の1号」「力の2号」と呼ばれているが、本作品では戦闘スタイルが正反対の、いわば「力の1号」「技の2号」となっている。また、「仮面ライダー」という言葉は使われておらず、変身後は「ホッパー」もしくは本名で呼ばれている。
劇中では呼称されないが、とどめを刺す際にはライダーキックを彷彿させる飛び蹴りを使用する。

スパイダー
個人タクシー運転手の山中太一が、特殊強化服を装着して仮面を被ることで変身する、蜘蛛の能力を持った改造人間。

バット
エキセントリックでヒステリックな言動の黒マントの男が、仮面を装着することで特殊強化服を装着して変身する、蝙蝠の能力を持った改造人間。

コブラ
三田村晴彦が特殊強化服を装着し、仮面を被ることで変身する、コブラの能力を持った改造人間。
主な任務はホッパーの抹殺であり、圧倒的な怪力を生かした格闘技と、スネークとの息の合った連携技を武器としてライダーを苦しめる。

スネーク
原田美代子が特殊強化服を装着し、仮面を被ることで変身する、蛇の能力を持った女性の改造人間。
身軽で柔軟な身体を生かした変幻自在の足技や蛇拳で、コブラと共にライダーと戦う。

ショッカー戦闘（斗）員
怪人たちによる指揮のもと、集団で動く量産性を重視した簡易型改造人間。
常人の3倍の運動能力を持つ。黒ずくめの肋骨に似たマークが入ったスーツに、防毒マスク状のプロテクターを装着している。死亡する際には、全身が泡となって消滅する。

## 専用マシン
詳細は「サイクロン号」を参照

## キャスト
- 本郷猛 / 仮面ライダー - 黄川田将也
- 一文字隼人 / 仮面ライダー、矢野克彦[10][注釈 3] - 高野八誠
- 緑川あすか - 小嶺麗奈
- 三田村晴彦 / コブラ - ウエンツ瑛士
- 原田美代子 / スネーク[注釈 4] - 小林涼子
- バット - 津田寛治
- スパイダー - 板尾創路
- 立花藤兵衛 - 宮内洋
- 大久保[注釈 3] - 風間トオル[12]
- 会社員[注釈 3] - 並樹史朗[13]
- 編集長[注釈 3] - 北見敏之[14]
- 山本めぐみ[注釈 3] - 仲程仁美[15]
- 少女[注釈 3] - 井之上史織[16]
- 神谷浩史
- 友田安紀
- 田島絵理香
- 警備員[17][注釈 3] - マーク武蔵[18]
- 大臣[注釈 3] - 石橋蓮司[19]
- 秘書[注釈 3] - 本田博太郎[20]
- ショッカー幹部（女性）[注釈 3] - 佐田真由美[21]
- ショッカー幹部（男性）[注釈 3] - 辺土名一茶[22]
- ショッカー幹部（老紳士）[注釈 3] - 天本英世（デジタル出演）[23]

### 声の出演
- ショッカー幹部（老紳士）[注釈 3] - 丸山詠二[23]
- ショッカー戦闘員 - 塩野勝美[24][注釈 5]

### スタント・スーツアクター
- 仮面ライダー1号[25] - 前田浩
- 仮面ライダー2号[25] - マーク武蔵
- スパイダー[25] - 大橋明
- バット[25] - 荒川真
- コブラ[26] - 吉田瑞穂
- スネーク[25] - 砂押裕美
- 秋山智彦
- 大西雅樹
- 帯金伸行
- 佐々木俊宜
- 茂野圭佑
- 杉原明
- 谷本峰
- 富田稔
- 福智幸太
- 舟山弘一
- 南辻史人
- 宮木善雄
- 御代川太
- 安永晃

## スタッフ
- 原作：石ノ森章太郎
- 脚本：井上敏樹
- 音楽：安川午朗
- 製作：石井徹（東映ビデオ）、中曽根千治（東映）、古玉國彦（東映チャンネル）、福中脩（東映エージエンシー）
- 企画：日達長夫（東映ビデオ）、吉田順（東映）、金子建（東映チャンネル）、松田英史（東映エージエンシー）
- エグゼクティブプロデューサー：鈴木武幸（東映）
- 撮影：田中一成
- プロダクションデザイナー：和田洋
- 編集：須永弘志
- 照明：三重野聖一郎
- Bキャメラ：菊池亘
- 助監督：谷口正行
- 美術：室岡秀信
- 録音：室薗剛
- 音響効果：柴崎憲治、伊藤瑞樹
- Wire Coordinators：佐々木俊宜、荒川真（STUNTS ASTYN）
- VFX&CGI&WR：スタジオガラパゴス
- VFXスーパーバイザー：小林真吾
- キャラクターリファインデザイン：出渕裕
- 1号サイクロン プロデュース：青木宣篤
- アクション監督：横山誠（AAC STUNTS）
- スーパーバイサー：小野寺章（石森プロ）
- プロデュース：加藤和夫（東映ビデオ）、矢田晃一（東映エージエンシー）、白倉伸一郎・武部直美（東映）
- 制作プロダクション：東映東京撮影所
- 仮面ライダー THE FIRST 製作委員会（東映ビデオ、東映、東映チャンネル、東映エージエンシー）
- 監督：長石多可男

## 音楽
オープニングテーマ「レッツゴー!! ライダーキック」
作詞：石森章太郎 / 作曲、編曲：菊池俊輔 / 歌：藤浩一、メール・ハーモニー（日本コロムビア）
テレビシリーズからの流用。タイトル画面の直前にわずかに使用され、本作品オリジナルのテーマ曲「MAIN THEME for THE FIRST」とクロスフェードする。

主題歌「Bright! our Future」
作詞：ISSA / 作曲：ISSA & YUKINARI / 編曲：YUKINARI & 棚橋UNA信二 / 歌：DA PUMP（avex tune）
本作品のための新曲。

## 映像ソフト化
- 仮面ライダー THE FIRST 通常版（DVD1枚組、2006年4月21日発売）
  - 映像特典
    - 特報
    - 予告
    - スポット

  - 音声特典
    - オーディオコメンタリー（プロデューサー：白倉伸一郎×監督：長石多可男）

  - 封入特典
    - 『仮面ライダー THE FIRST』劇場パンフレット（通常版）購入券（応募〆切:2006年7月31日必着）
- 仮面ライダー THE FIRST コレクターズエディション（DVD2枚組、2006年4月21日発売、20,000セット限定生産）
  - ディスク1：本編DVD（通常版と共通）
  - ディスク2：特典DVD
    - メイキング
    - 製作発表会
    - 東京国際映画祭
    - HMV渋谷イベント
    - BAYCOMイベント
    - 初日舞台挨拶 ‐ 東京
    - 初日舞台挨拶 ‐ 関西
    - POSTER GALLERY

  - 封入特典
    - ソフビ魂 仮面ライダー1号 本郷猛Ver.（バンダイ製）
    - ソフビ魂 仮面ライダー2号 一文字隼人Ver.（バンダイ製）
    - アクション監督解説付き・絵コンテ集（72P）
    - 『仮面ライダー THE FIRST』劇場パンフレット（通常版）購入券（応募〆切:2006年7月31日必着）
- 仮面ライダー THE FIRST & THE NEXT Blu-ray（3枚組、2016年8月3日発売）
  - ディスク1：『仮面ライダー THE FIRST』本編Blu-ray
    - 映像特典
      - SHORT TRAILER
      - TRAILER
      - TV SPOT

    - 音声特典
      - オーディオ・コメンタリー（プロデューサー：白倉伸一郎×監督：長石多可男）

  - ディスク2：『仮面ライダー THE NEXT』本編Blu-ray
    - 本編：劇場公開版「RELEASE Ver.」と未公開シーンを追加し、再編集した「EXTENSION Ver.」の2種類を収録したマルチエンディング仕様
    - 映像特典
      - SHORT TRAILER
      - TRAILER
      - TV SPOT

    - 音声特典
      - オーディオ・コメンタリー（黄川田将也×監督：田﨑竜太 / 劇場公開版「RELEASE Ver.」のみ）

  - ディスク3：特典Blu-ray
    - 仮面ライダー THE FIRST & THE NEXT座談会 ‐魂を継ぐ者たち‐（黄川田将也×高野八誠×加藤和樹×『THE NEXT』監督：田﨑竜太×アクション監督：横山誠 / 新規収録）
    - 『仮面ライダー THE FIRST』映像特典（コレクターズエディションと共通）
      - メイキング オブ 仮面ライダー THE FIRST
      - 製作発表記者会見
      - 公開初日舞台挨拶 東京
      - 公開初日舞台挨拶 関西
      - 第18回 東京国際映画祭
      - ベイコム映画試写会
      - HMVイベント
      - POSTER GALLERY

    - 『仮面ライダー THE NEXT』映像特典（コレクターズエディションと共通）
      - メイキング オブ 仮面ライダー THE NEXT
      - 森絵梨佳のCG現場体験レポ
      - 製作発表記者会見（2007.7.4）
      - スペシャルナイト（新宿バルト9 2007.10.19）
      - ISSA×「仮面ライダーTHE NEXT」インストアイベント（タワーレコード渋谷店 2007.10.21）
      - 初日舞台挨拶 関東（2007.10.27）
      - 初日舞台挨拶 関西（2007.11.3‐4）
      - 公開記念イベント（新宿ロフトプラスワン 2007.10.29）
      - POSTER GALLERY

  - 封入特典
    - ブックレット（16P）

  - 初回限定特典
    - 特製スリーブケース

## 漫画版
『特撮エース』に江川達也作で連載。未単行本化。

## 他媒体展開

### 他映画
『仮面ライダー THE NEXT』（2007年10月27日公開）
本作品の続編。本作品のキャラクターが一部登場する。

### ネット配信
- 東映特撮YouTube Official

2019年11月16日 - 12月15日

### ショー
『仮面ライダージオウ ファイナルステージ』
『仮面ライダージオウ』の舞台劇。1号と2号が登場。